# Grekland i olympiska sommarspelen 1968
Grekland deltog i de olympiska sommarspelen 1968 i Mexico City med en trupp bestående av 44 deltagare. Totalt vann de en medalj och slutade på fyrtioandra plats i medaljligan.

## Medaljer

### Brons
- Petros Galaktopoulos - Brottning, grekisk-romersk stil, lättvikt